# آرامگاه قطب‌الدین سیراف
بقعه قطب الدین سیراف مربوط به سده‌های میانی دوران‌های تاریخی پس از اسلام است و در شهرستان کنگان، بخش مرکزی، شهر بندر طاهری واقع شده و این اثر در تاریخ ۱۸ شهریور ۱۳۸۷ با شمارهٔ ثبت ۲۳۳۳۱ به‌عنوان یکی از آثار ملی ایران به ثبت رسیده‌است.